# Bát Trang
Bát Trang là một xã thuộc huyện An Lão, thành phố Hải Phòng, Việt Nam.
Xã Bát Trang có diện tích 12,16 km², dân số năm 1999 là 9756 người, mật độ dân số đạt 802 người/km².